# أتكا (جزيرة)
أتكا (بالإنجليزية: Atka، بالأليوتية:Atx̂ax̂)‏هي أكبر جزيرة في أرخبيل أندريانوف ضمن جزر ألوتيان في ولاية ألاسكا. تقع الجزيرة على بعد 50 ميلا (80 كم) شرق جزيرة أداك. 
يبلغ عدد سكانها حوالي 95 نسمة يسكنون كلهم تقريبا في قرية أتكا.